# Cadagua (Burgos)
Cadagua es una localidad española del municipio de Valle de Mena, perteneciente a la provincia de Burgos, en la comunidad autónoma de Castilla y León.

## Historia
Hacia mediados del siglo XIX, el lugar, ya por entonces perteneciente al ayuntamiento de Valle de Mena, tenía contabilizada una población de 52 habitantes. Aparece descrito en el quinto volumen del Diccionario geográfico-estadístico-histórico de España y sus posesiones de Ultramar de Pascual Madoz con las siguientes palabras:

CADAGUA: l. en el valle de Mena, á cuyo ayunt. corresponde en la prov., aud. terr. y c. g. de Burgos (18 y 3/4 horas), part. jud. de Villarcayo (5 y 1/2), dióc. de Santander: sit. en la falda de la Peña de la Magdalena, que cruza de Asturias á Vizcaya; con buena ventilacion y clima saludable. Tiene 55 casas; escuela de instruccion primaria, concurrida por 25 á 30 alumnos, á cargo de un maestro; algunas fuentes de abundantes y buenas aguas, y una igl. parr. (San Andrés), servida por unc ura de provision del diocesano en patrimoniales; el cementerio es muy ventilado y no ofende á la salud pública. Confina el térm. N. Lezana; E. Sopeñano, con el que disfruta en mancomunidad 18 millones de varas cuadradas superficiales de egidos, en los que se crian encinas, robles y hayas; S. y O. Peña de la Magdalena, Muga y Castro en Losa: la estension de sus lím. por N. y E. es de 15 á 25 minutos, y por S. y O. de 35 á 40. El terreno participa de monte y llano; el primero cascajoso y arcilloso, el segundo se divide en tres suertes; de 50 fan. la primera, 60 la segunda y 90 la tercera: sus prod. pueden considerarse de 5 á 8 por 1 de sembradura: le fertiliza el r. Nervion, que nace cerca del pueblo al pie de la Peña. caminos: los locales. prod.: trigo, cebada, maiz, judias, garbanzos, guisantes, patatas, manzanas, peras, ciruelas y uvas; cria ganado lanar, cabrio, vacuno, caballar y mular; caza de liebres, perdices, lobos y zorras. ind.: la agrícola y un molino harinero, impulsado por el Nervion. comercio: esportacion de ganados é importacion de cereales, vino, aceite y ropas. pobl.: 14 vec., 52 almas.
(Madoz, 1846, p. 110)

En 2023, tenía empadronados 20 habitantes.

## Patrimonio
Hay en la localidad una iglesia de San Andrés.